# Allelopati
Ordet allelopati er dannet ud fra græsk allelo = ”hinanden” + patheia = ”påvirkning”. Begrebet bruges om et samspil mellem organismer af to forskellige arter, hvor den ene undertrykker den anden ved hjælp af kemiske kampstoffer. Som et eksempel kan det nævnes, at Almindelig Tagrør (Phragmites australis) afgiver kemiske stoffer fra rødderne, sådan at andre arter ikke kan trives i nærheden.

## Allelopatisk virkende stoffer
- Syrer
  - Kumarinsyre ell. Cumarsyre
  - Benzoesyre
  - Vanilinsyre
  - Ferulasyre
  - Salicylsyre
  - hydroxamsyre

- Terpener
  - Kamfer
  - α-pinen
  - β-pinen
  - Thujon

- Alkaloider
  - Kinin
  - Stryknin
  - Nikotin
  - Atropin
  - Scopolamin